# Monnina neurophylla
Monnina neurophylla är en jungfrulinsväxtart som beskrevs av Eriksen. Monnina neurophylla ingår i släktet Monnina och familjen jungfrulinsväxter. Inga underarter finns listade i Catalogue of Life.